# Йоща
Йо̀ща (на норвежки: Ørsta) е град и едноименна община в югозападната част на централна Норвегия. Разположен е на северния бряг на фиорда Ощафьоден във фюлке Мьоре ог Ромсдал на около 350 km на северозапад от столицата Осло. Получава статут на община на 1 януари 1838 г. Селското стопанство и риболовът са основни отрасли в икономиката на града и общината. Има пристанище и общо летище със съседния град Волда. Население на града и общината 10 340 жители според данни от преброяването към 1 януари 2010 г.

## Личности
Родени
- Ивар Осен (1813 – 1896), норвежки филолог и лексикограф